# Розов конкрет
Розов конкрет е продукт, добит от цветове на маслодайна роза, извлечен по метода на екстракция с етер. Предимно се ползва за получаване на розово абсолю.

## История
От 1906 г. в страната започва производството на розов конкрет чрез екстракция, чрез който метод се получава най-чистата продукция. Получава се чрез екстракция на свеж, незапарен цвят от българска маслодайна роза.

## Процес на екстракция
Цветът от рози се поставя в цилиндрични съдове, наречени екстрактори, и се залива последователно три пъти с лек бензин при обикновена температура. Разтворителят прониква в цвета и разтваря ароматичните вещества, восъците и багрилните вещества. Бензинът с разтворените в него вещества се изпомпва в други съдове, наречени евапоратори, от където при сравнително ниска температура се дестилира по-голямата част от разтворителя. Полученият концентриран разтвор се дестилира на вакуум, при което се получава твърд, червено оцветен продукт, наречен розов конкрет.
1 kg розов конкрет се получава от около 400 kg цветове.

## Описание
Розовия конкрет представлява меко, восъкоподобно вещество с оранжево-червен цвят и характерния за розовия цвят мирис.

## Химичен състав
Розовият конкрет съдържа всички компоненти на розовото масло, като преобладващ е фенилетиловият алкохол – около 70%. В състава на конкрета влизат над 166 компонента, от които 30 въглеводорода. Освен ароматни съставки, розовият конкрет включва още: растителни восъци, органични киселини, микроелементи, ферменти, дъбилни и багрилни вещества.
Доказано е, че произведеният чрез преработка на цветовете на Българската маслодайна роза конкрет е с най-високо качество.

## Приложение
Конкрета се използва предимно за получаване на абсолю (което варира между 50 и 60%), и по-рядко в козметиката и парфюмерията.
Розовият конкрет е тонизиращ, регенериращ и има ароматно действие. Притежава антисептично и антиалергично действие, успокоява и осигурява антибактериална защита. Действа противовъзпалително, противоалергично, епителизиращо и тонизиращо. Подсилва оздравяването при различни видове възпалителни и други дразнещи кожата процеси; оказва изключително благотворно действие при наличие на младежки пъпки (акне); прави кожата гладка и свежа. Препоръчва се и като предпазно средство при силна слънчева радиация и слънчеви и други топлинни изгаряния.